# 許開明
許開明牧師 （Rev. Dr. Daniel Hoi-Ming HUI，1957年4月—），中華基督教會香港區會牧師，曾任中華基督教會望覺堂、香港閩南堂、全完堂主任牧師，及香港中文大學崇基學院校牧（2013-2017）。2017年8月起擔任中華基督教會合一堂主任牧師。

## 生平
1979年入讀香港中文大學崇基學院宗教系神學組，1983年取得文學士學位。畢業後受聘於中華基督教會望覺堂，擔任該堂主任近二十年。1986年10月25日，29歲的許氏在中華基督教會長老堂被按立為牧師。 牧會期間，許氏繼續進修，1985年至1992年於崇基神學院兼讀神學，取得神道學士學位。1999年於美國國際神學院取得教牧學博士學位。
2001年，許氏獲世界傳道會獎學金遠赴英國伯明翰大學深造，取得哲學碩士及哲學博士學位，博士論文研究題目為: "A Study of T.C. Chao's Christology in the Social Context of China (1920-1949) （页面存档备份，存于）"（《中國社會變遷中的趙紫宸人格基督論》）。 2006年從英國學成回港，擔任中華基督教會香港閩南堂主任牧師。2010年轉任中華基督教會全完堂主任牧師。
2013年9月2日，許氏借調為香港中文大學崇基學院校牧，接替將於2013年年底退休的伍渭文牧師。 2017年7月，許氏在崇基學院校牧一職退休。同年8月擔任中華基督教會合一堂主任牧師。

## 神學教育
許氏自2007年擔任香港閩南堂主任期間，已開始在神學院（包括：信義宗神學院、香港中文大學崇基學院神學院、伯特利神學院、神召神學院、漢語網絡神學院等）兼任教學工作。教授科目包括：《宣教學》、《中國教會歷史》、《亞洲教會歷史》、《系統神學》、《實踐神學》、《教牧學》、《講道學》、《保羅書信》；並擔任神學院研究生論文指導或外評考官。2008年至2013年期，許氏擔任崇基學院神學院榮譽副研究員及道風山漢語基督教文化研究所特約研究員。

## 著作
許氏曾經執筆撰稿多個基督教報刊或報章專欄，包括：《基督教週報》、《時代論壇》、YMCA《香港少年》、《明報》、《新報》等，並有以下著作：
- 許開明著：《人生破局錦囊 》。香港：基道，2014-03-25。ISBN 9789627137580。
- 許開明著：《破局‧開明》。香港：從心會社，2012。ISBN 9789881601261。
- 許開明著：《祝福滿滿：許開明講道系列》。香港：卓越使團，2011。ISBN 9789628450350。
- 許開明著：《主恩豐盈25載：許開明牧師牧職奉銀禧紀念感恩特刊》。香港：卓越使團，2008。

- 許開明、許孫敏如著：《願生命成為祝福 May Our Life Be A Blessing：許開明牧師僑英深造紀念文集》。香港：卓越使團。ISBN 9628450212。
- 許開明著：《牧師呱呱叫》。香港：基道出版社，2001。ISBN 9789624571882。
- 許開明著：《問問上帝》。香港：卓越使團，2001。ISBN 9789627409038。
- 許開明著：《做個都市快活人》。香港：卓越使團，2001。ISBN 9789627409137。
- 許開明著：《都市童真》。香港：卓越使團，1999。ISBN 9789628450060。
- 許開明著：《唧唧耶穌》。香港：卓越使團，1997。ISBN 9789627409915。
- 許開明著：《天路俠客情：上行詩歌的研究與操練》。香港：生命福音事工協會，1995。
- 許開明著：《苦杯、苦路、苦架》。香港：生命福音事工協會，1994。ISBN 9789626210017 。
- Daniel Hoi Ming Hui : A Study of T.C. Chao's Christology in the Social Context of China (1920-1949). Switzerland: Peter Lang, 2017. ISBN 9783034328043.

## 個人生活
許牧師太太孫敏如女士為註冊護士和助產士。膝下二女一子。